# Red domovinske vojne
Red domovinske vojne je visoko odlikovanje Sovjetske zveze, ki je bilo ustanovljeno 20. maja 1942.

## Kriteriji
Red je bil podeljen pripadnikom Rdeče armade in civilistom (samo do 1947) za pogum med drugo svetovno vojno.
Red domovinske vojne 1. razreda je bil podeljen za pogum, uničenje 2 težkih tankov, zajetju artilerijske baterije ali ladje, 20 letalskih bojnih poletov,...; 2. razred za pogum, uničenje 2 letal, ladje,...

## Opis

### Red domovinske vojne 1. razreda
Red je iz zlata in emajliran.

### Red domovinske vojne 2. razreda
Red je iz srebra, pozlačen in emajliran.

## Nadomestne oznake
Nadomestna oznaka za 1. razred je trak temnordeče vinske barve z 5 mm roza črto v sredini; za 2. razred pa trak temnordeče vinske barve s 3 mm roza robovoma.

## Nosilci
Podeljenih je bilo okoli 350.000 redov 1. razreda in okoli 1.000.000 2. razreda.